# Banteay Kdei
13°25′47″B 103°53′54″Đ / 13,42972°B 103,89833°Đ
Banteay Kdei là một ngôi đền ở Angkor, Campuchia. Ngôi đền này tọa lạc tại đông nam Ta Prohm và đông của Angkor Thom. Được xây cuối thế kỷ 12 đến đầu thế kỷ 13. Đây là một ngôi đền Phật giáo theo phong cách Bayon, cấu trúc tương tự như Ta Prohm và Preah Khan, nhưng nhỏ hơn và ít trang trí hơn. Tình trạng bảo tồn hiện nay kém.
Vua Jayavarman VII đã xây dựng đền này đầu tiên trong ba cụm tu viện được xây dựng cho các thầy giáo tại Angkor (trước đền Ta Prohm và Neak Pean).

## Hình ảnh

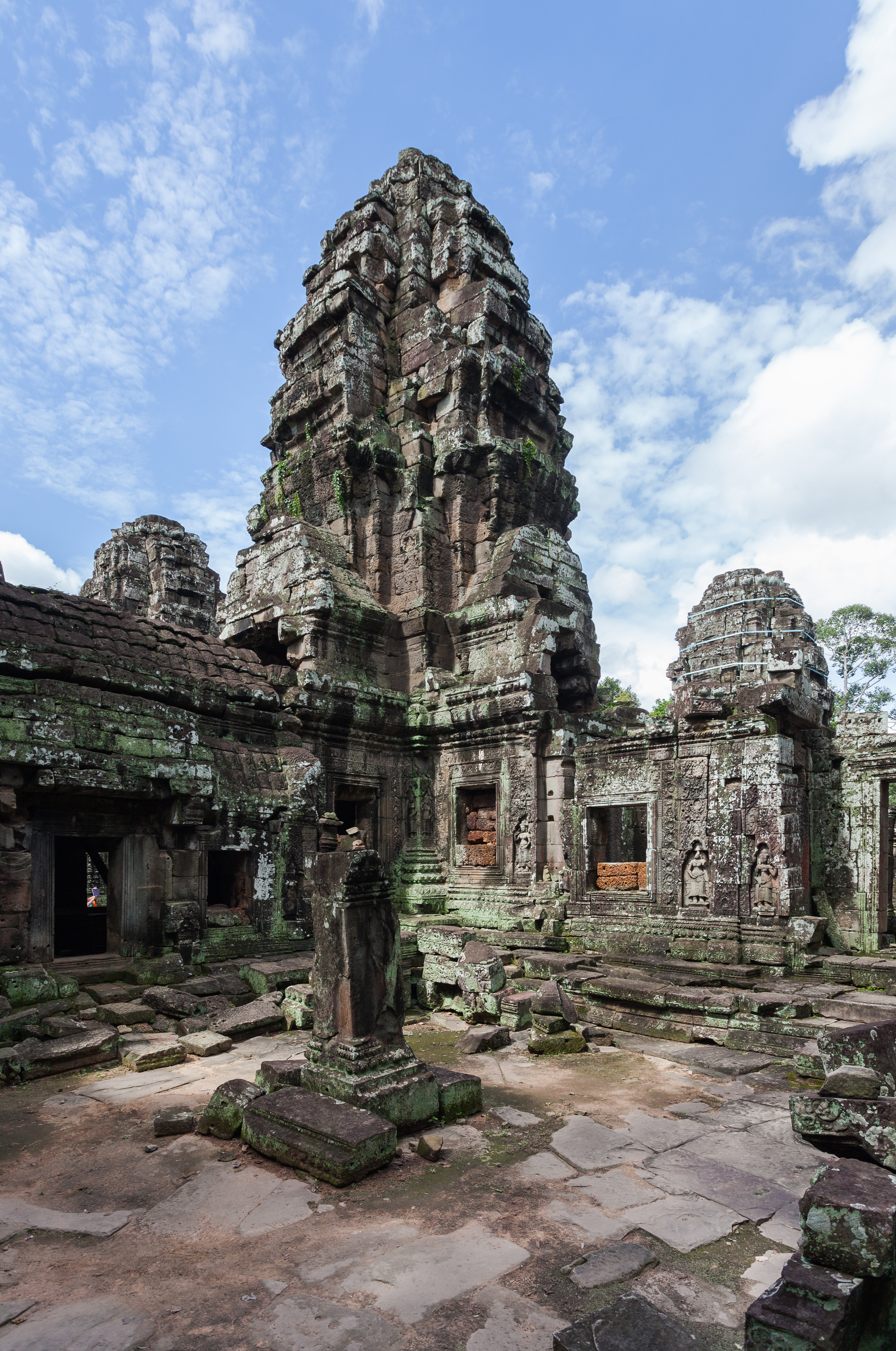
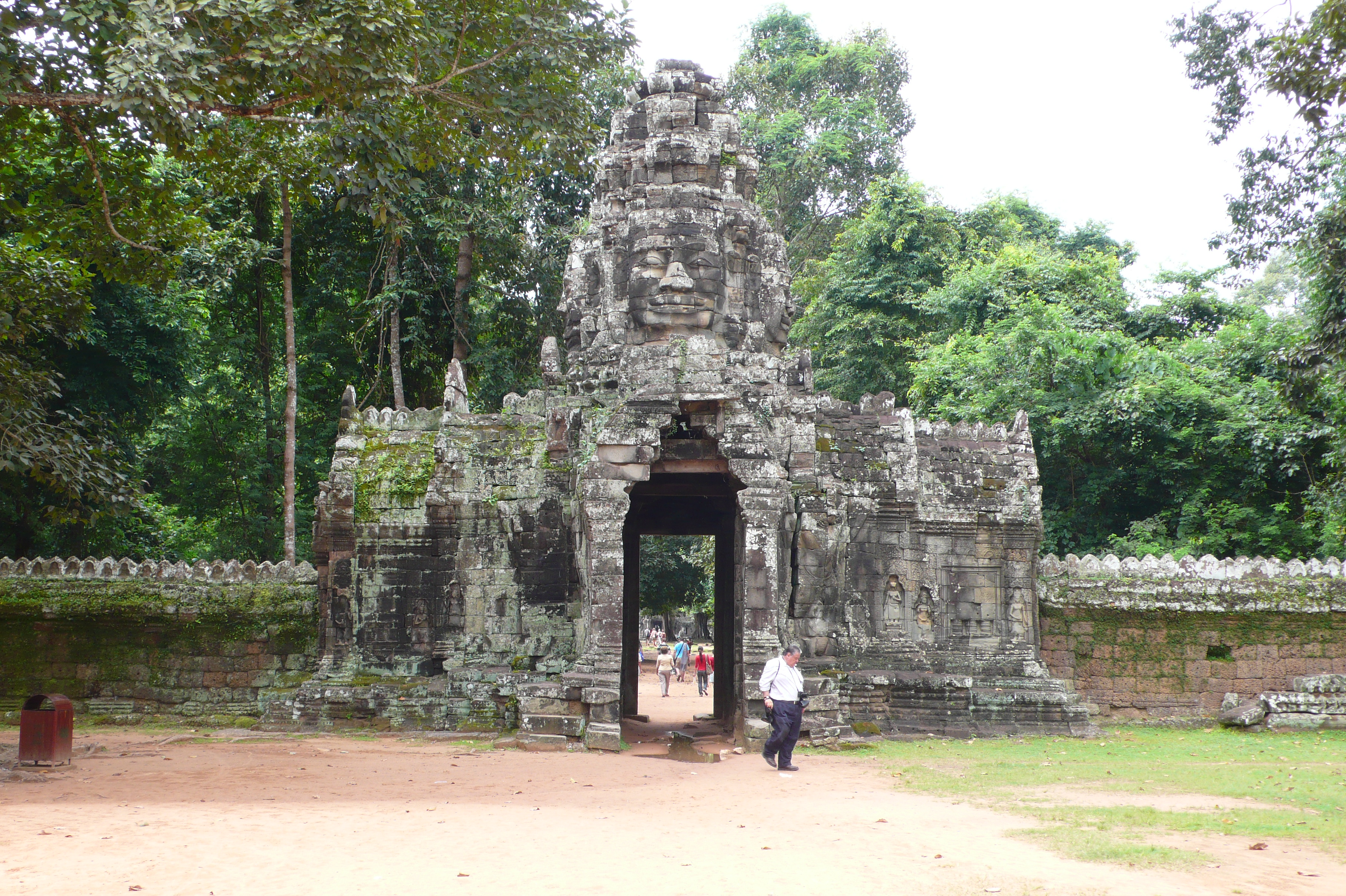
Một trong những cổng vào
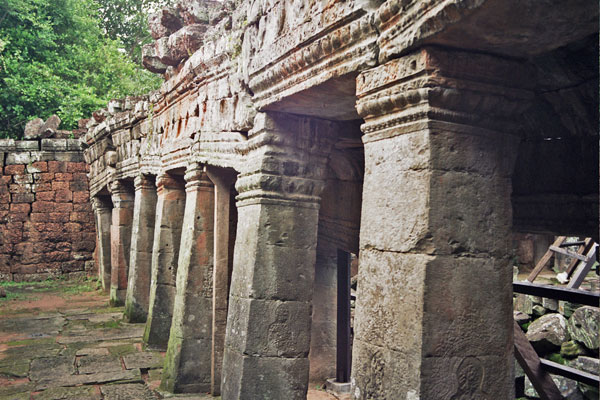
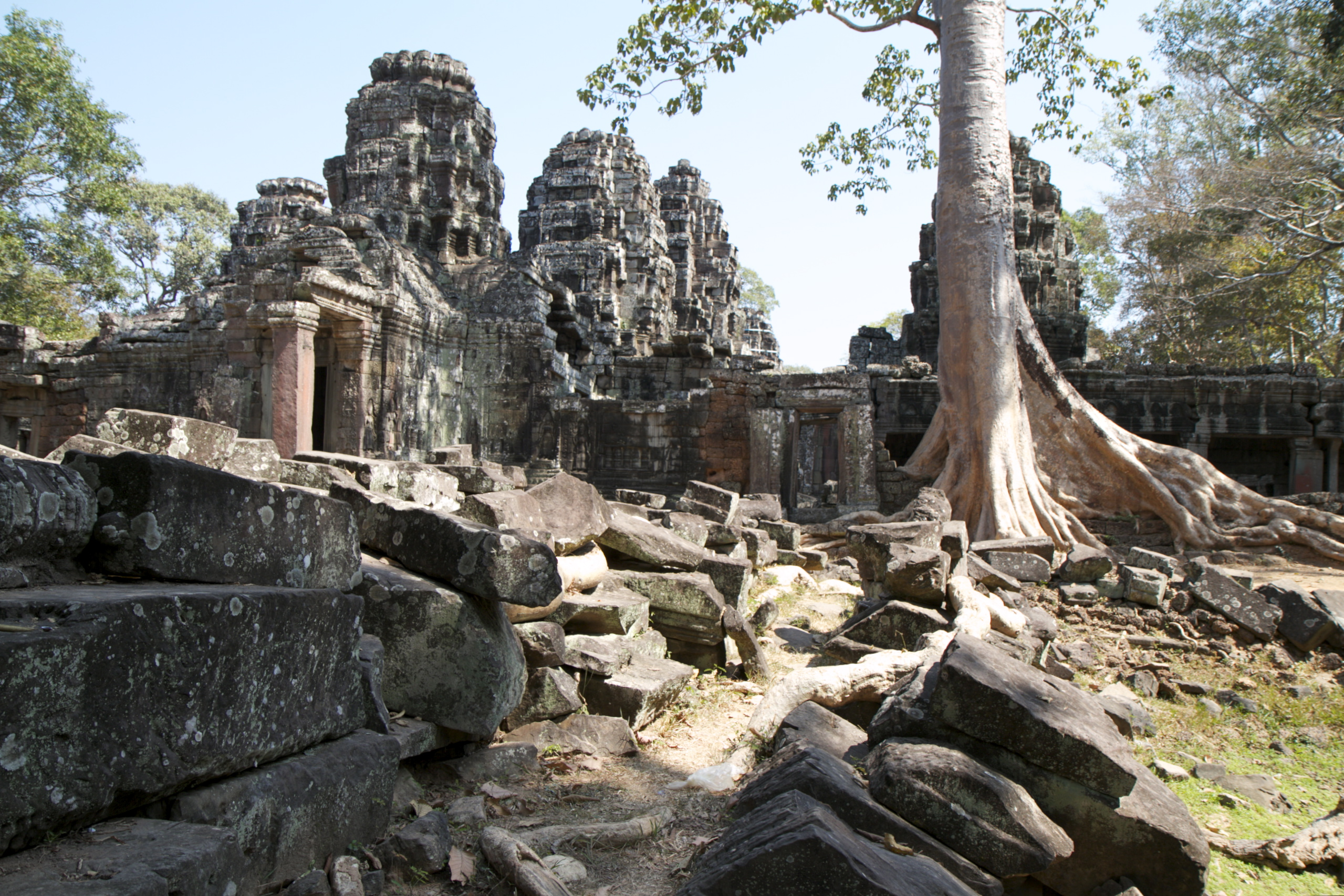
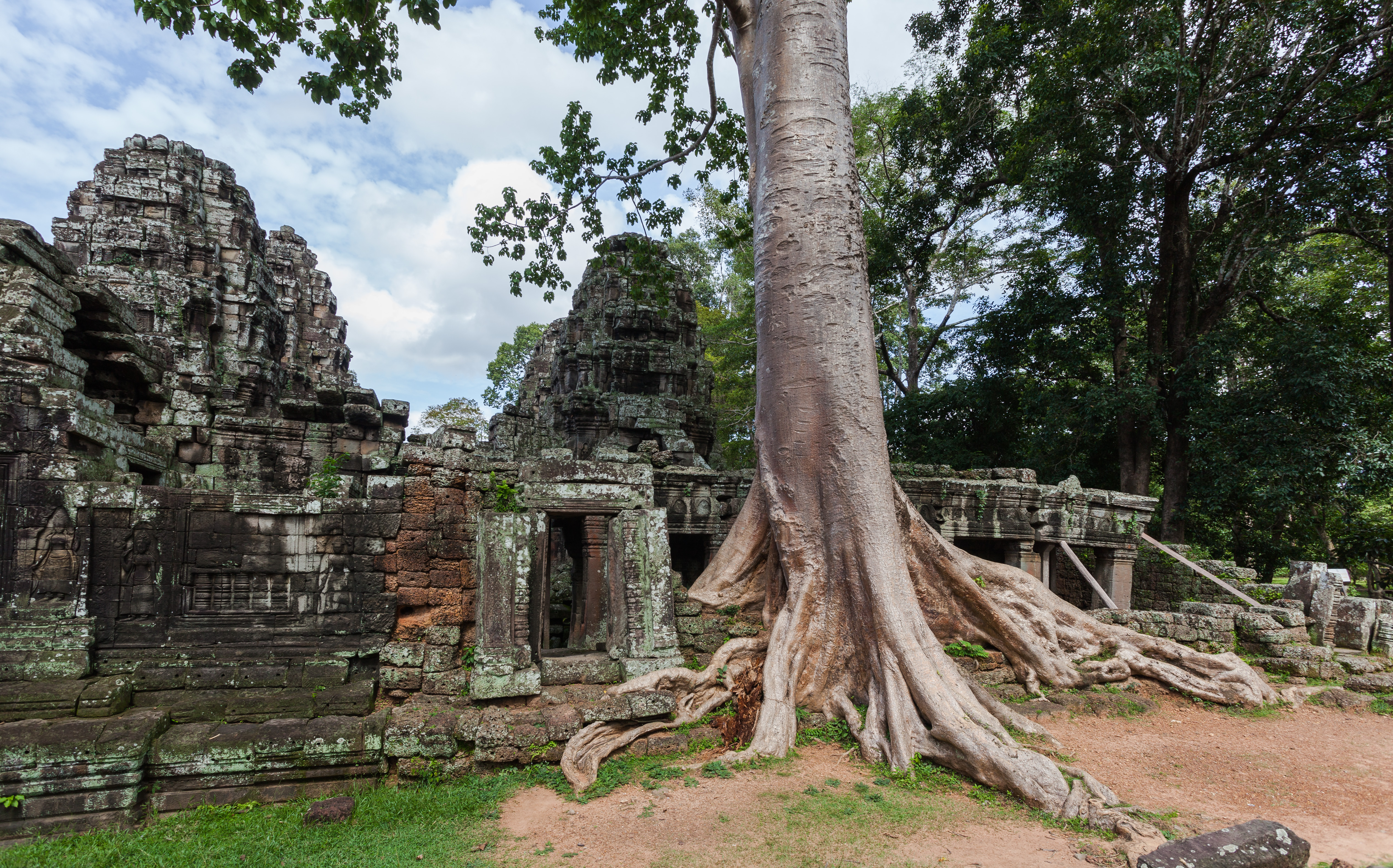
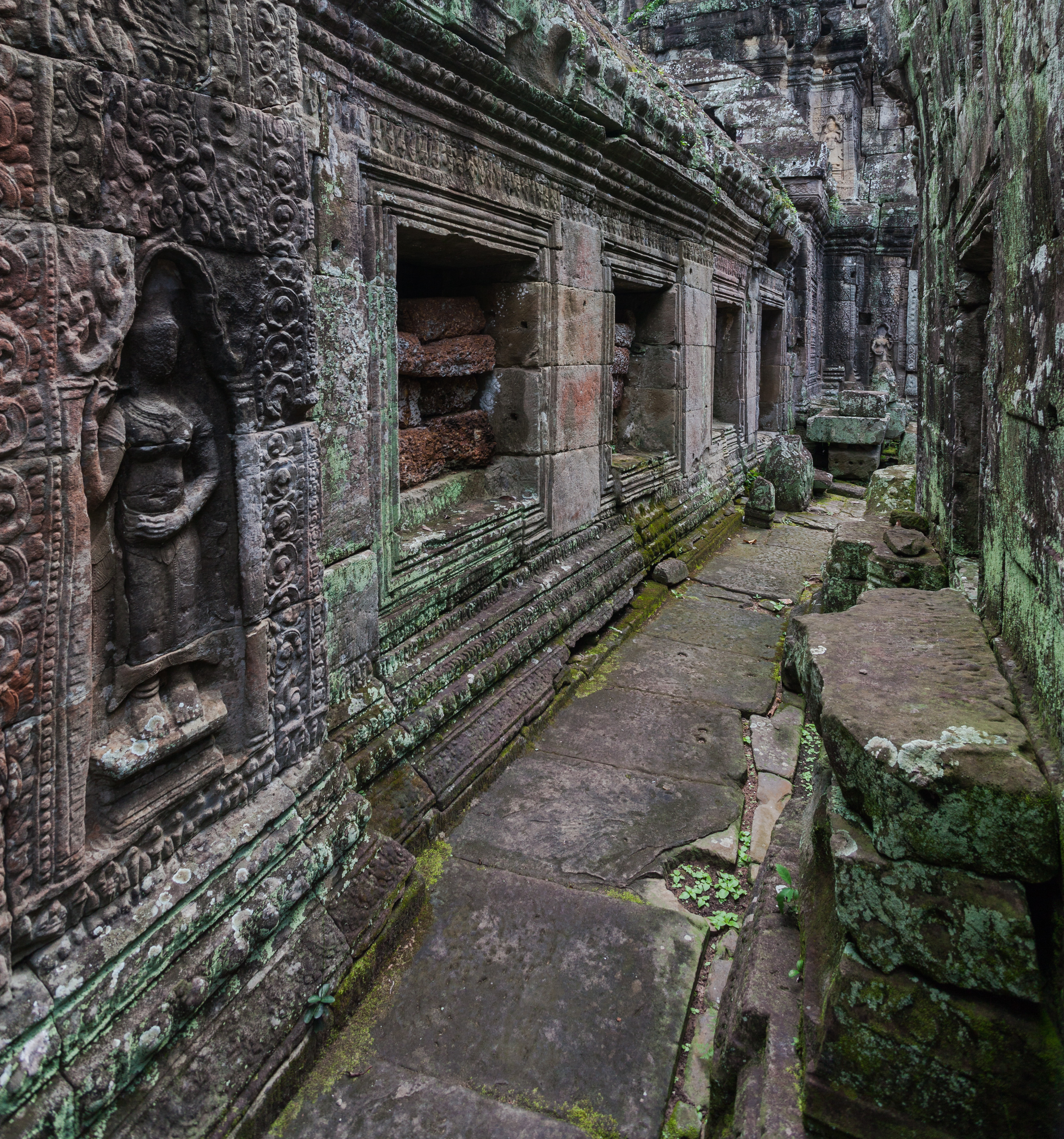
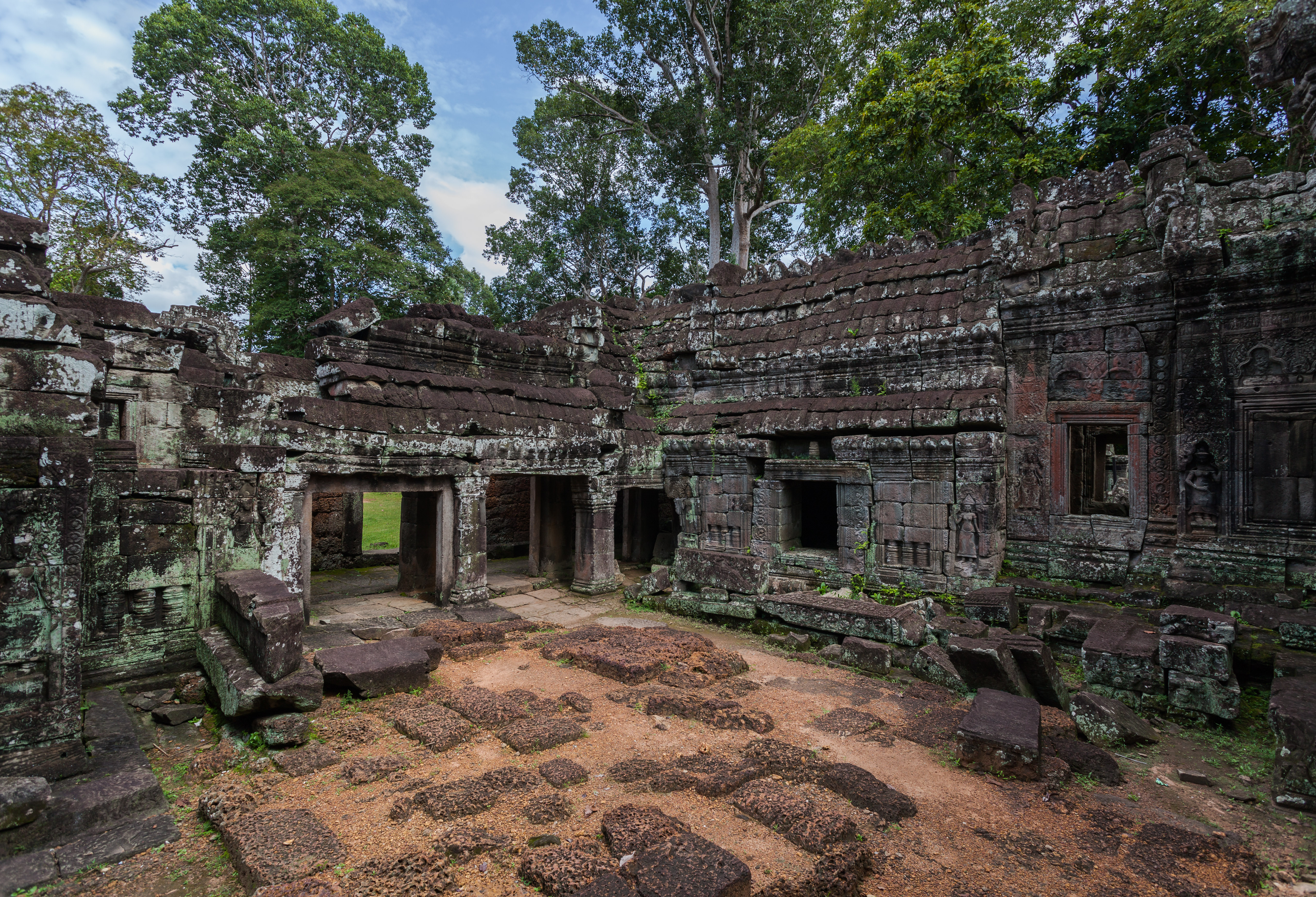
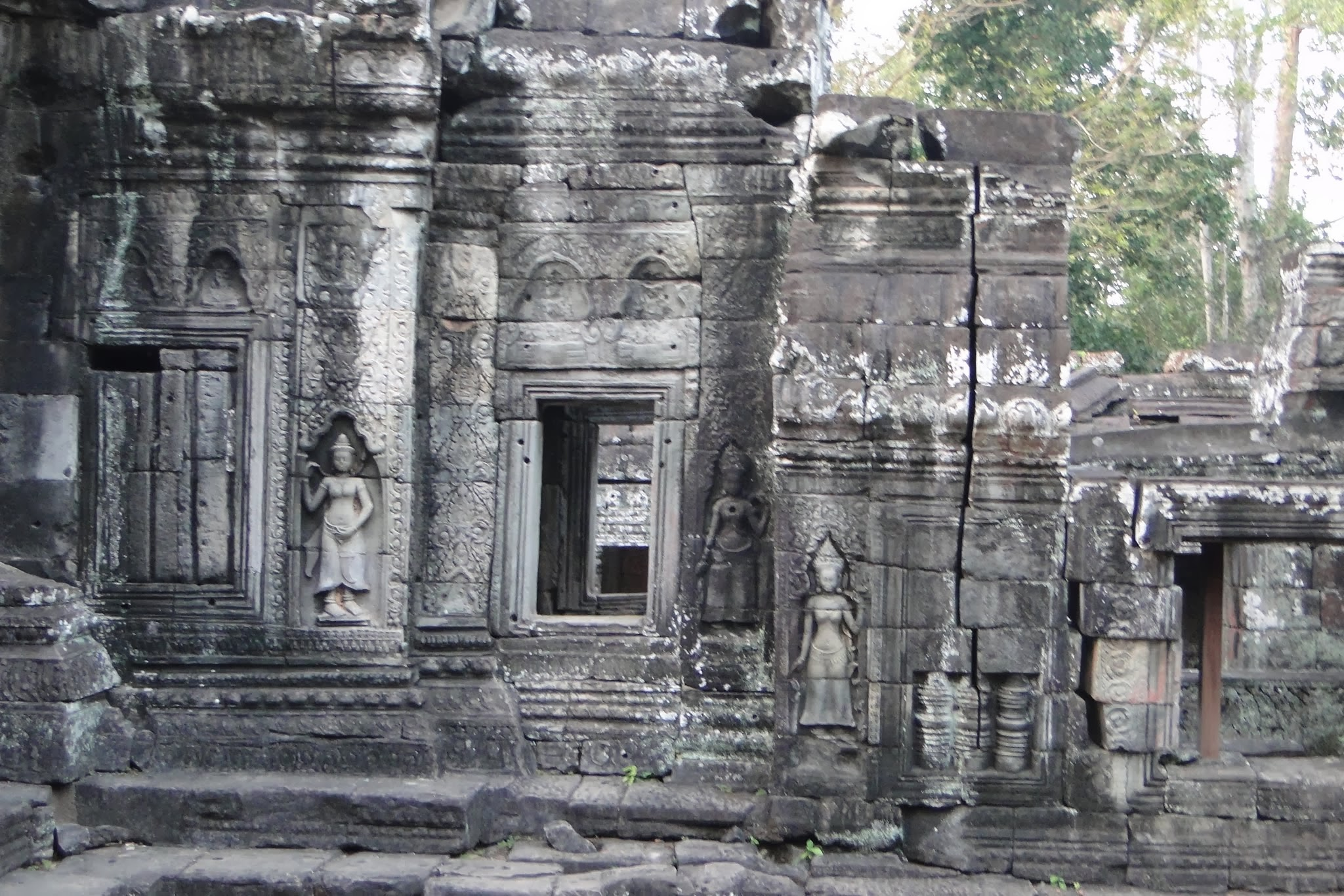
General view
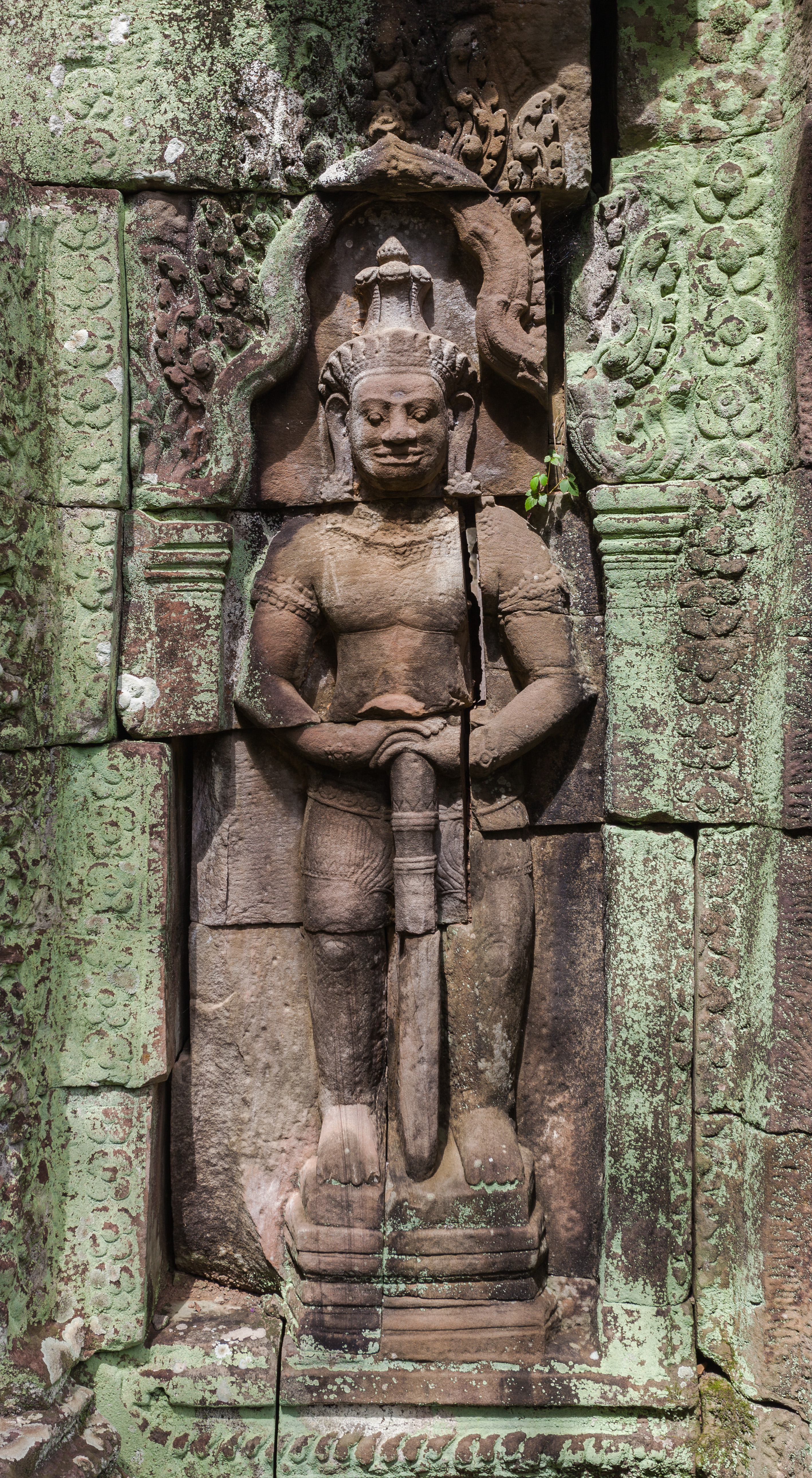
Tượng thần Dvarapala
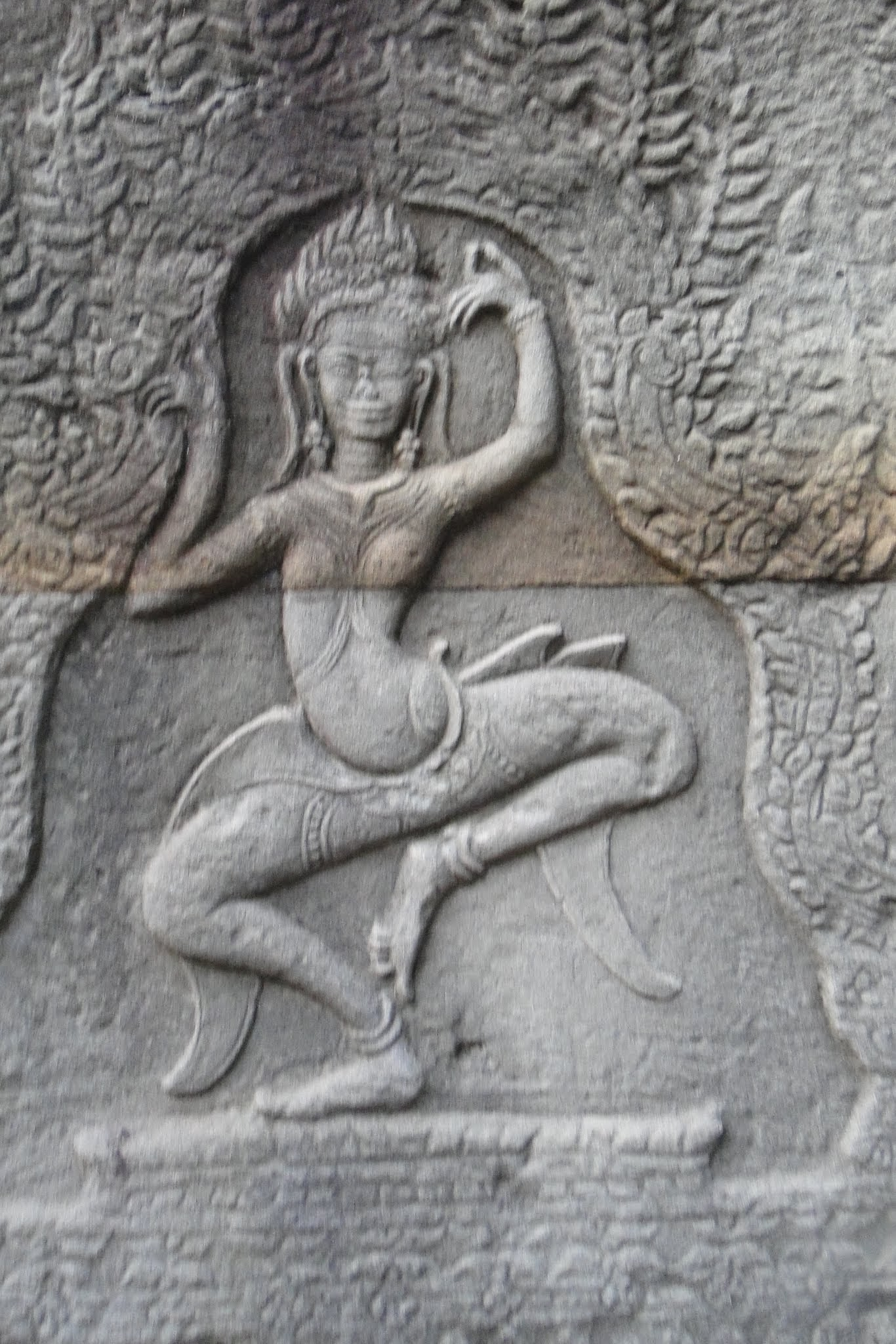
Beautiful Apsara dancing